# Ruggiero e Angelica
Ruggiero e Angelica (Angelika, von einem Drachen bewacht o Ruggiero und Angelica) è un dipinto del pittore svizzero Arnold Böcklin, realizzato nel 1873. L'opera è conservata nell'Alte Nationalgalerie di Berlino.

## Storia
Alla fine del diciannovesimo secolo, nei paesi europei di area franco-tedesca nacque il simbolismo, un movimento artistico legato al mondo letterario e poetico. I pittori simbolisti, tra i quali figurava Arnold Böcklin, sceglievano spesso i loro temi artistici dalla letteratura, e Böcklin dipinse ben sei opere basate sull'Orlando furioso dell'Ariosto, due dei quali raffiguranti l'episodio di Ruggiero e Angelica.

## Descrizione

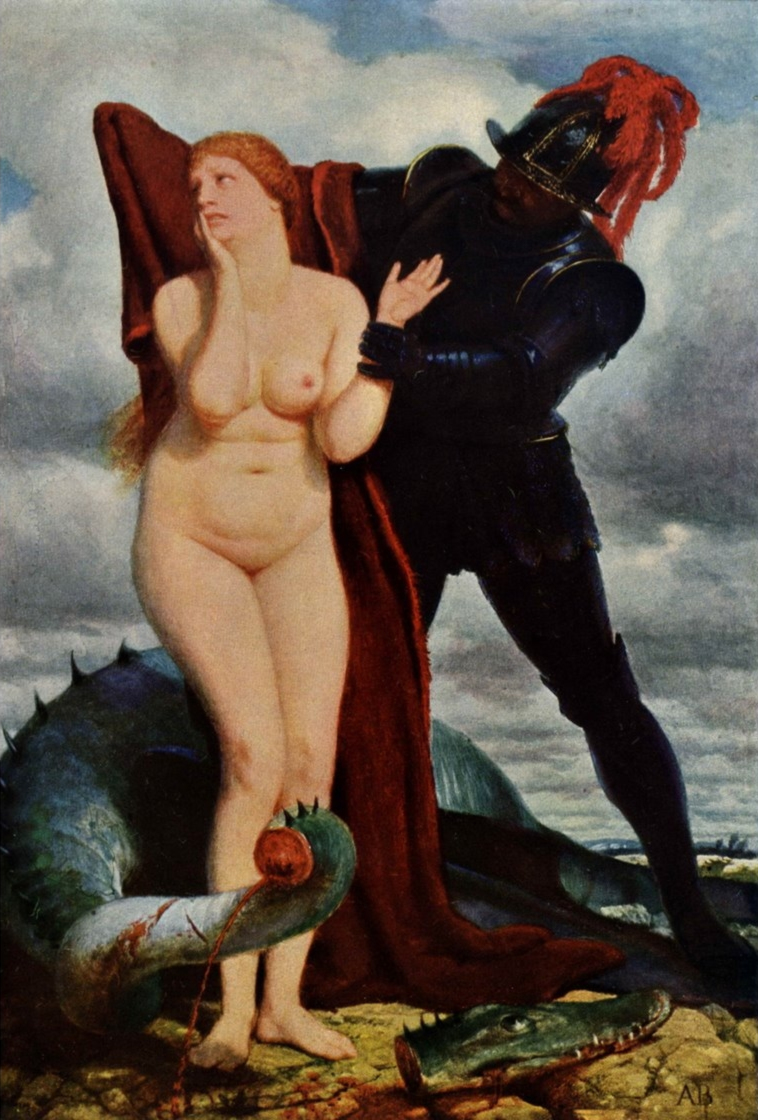
Arnold Böcklin, Ruggiero e Angelica, 1879

Il dipinto raffigura una scena del poema cavalleresco Orlando furioso scritto da Ludovico Ariosto: il guerriero saraceno Ruggiero salva la principessa dei Catai Angelica dalle grinfie della mostruosa Orca di Ebuda (Angelica era stata offerta in sacrificio dagli abitanti dell'isola). L'episodio ariostesco era già stato immortalato da pittori come Giovanni Battista Tiepolo e Jean-Auguste-Dominique Ingres. 
Questo dipinto, tuttavia, presenta alcune differenze con l'episodio tratto dal decimo canto dell'Orlando furioso. La scena innanzitutto non è ambientata in mare, ma sulla terraferma, e Angelica non è incatenata a uno scoglio ma è legata a un albero. La principessa è parzialmente coperta da un velo sottile, mentre Ariosto specifica che lei era stata incatenata allo scoglio senza che le fosse stato messo un velo per coprirsi. Nel dipinto il destriero di Ruggiero è un cavallo, laddove nel poema cavalleresco è un ippogrifo, una creatura metà cavallo e metà grifone. Il pittore conferisce all'Orca un aspetto simile a quello di un coccodrillo mentre nel poema ariostesco l'Orca è un mostro marino, di dimensioni molto più grandi.
In seguito, nel 1879, Arnold Böcklin realizzò un dipinto dove si vede Ruggiero salvare Angelica dopo l'uccisione dell'Orca, il cui capo mozzato (simile ad una testa di coccodrillo imbalsamata) giace al suolo. Questa seconda opera non tiene dunque assolutamente conto del testo ariostesco, dove l'Orca viene uccisa - ma non certo tramite decapitazione - da Orlando accorso sull'isola di Ebuda per liberare Olimpia: nell'undicesimo canto infatti il paladino entra nella bocca del mostro e ne blocca le fauci con un'ancora. Probabilmente l'artista confuse i due episodi.